# Torrescárcela

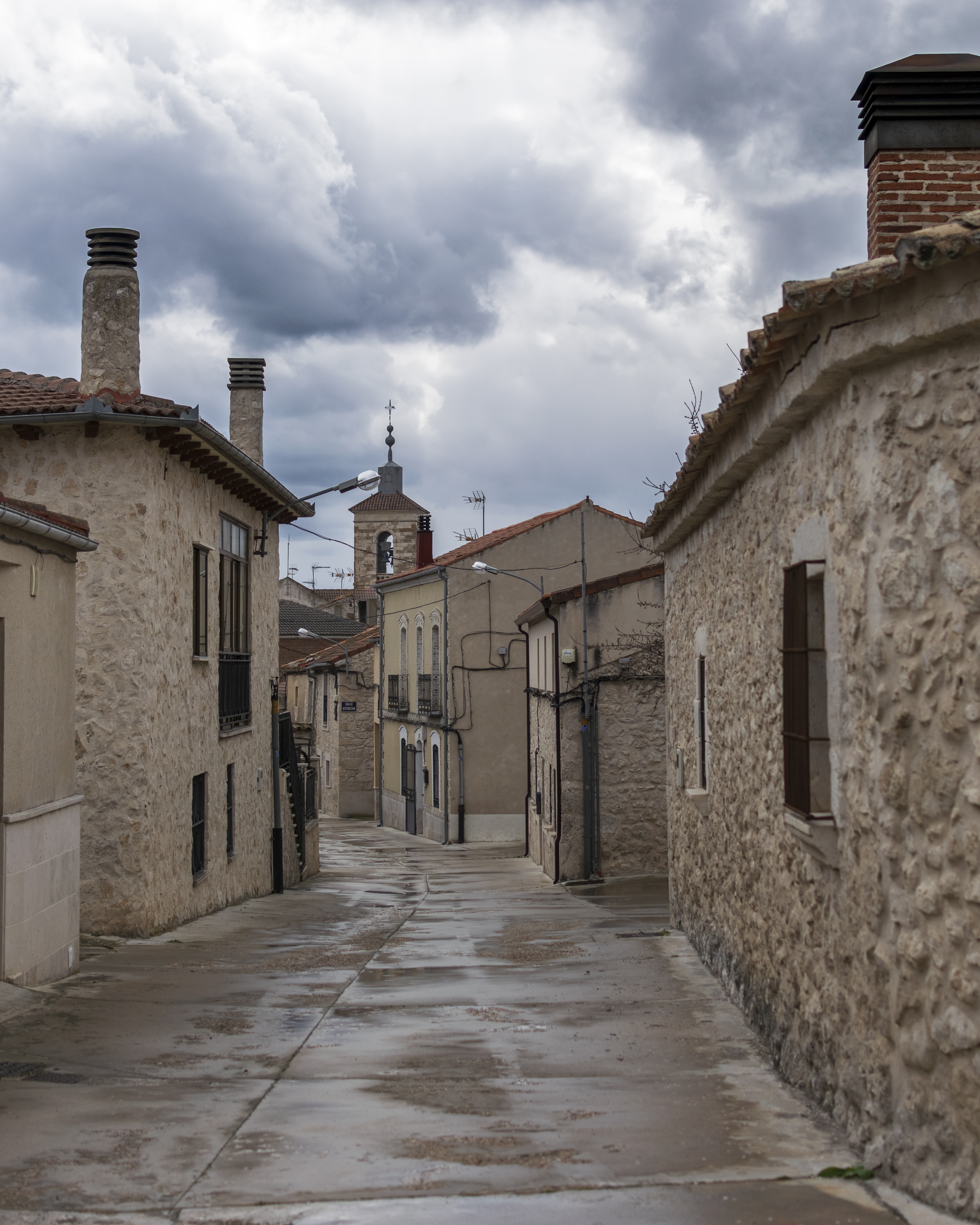
Arquitectura popular.

Torrescárcela es un municipio y localidad española de la provincia de Valladolid, en la comunidad autónoma de Castilla y León. Ubicado en la comarca de Campo de Peñafiel, el término, que incluye los núcleos de Torrescárcela y Aldealbar, cuenta con una población de 164 habitantes (INE 2024).

## Toponimia
Su nombre evoca quizás la existencia de un fortín medieval que sirviera de prisión ('torre-cárcel') aunque según algunos historiadores, el nombre de Torrescárcela podía ser anterior a la invasión musulmana. Prueba de su antigüedad es el escudo, en el que se puede ver una torre de cuatro plantas coronada con una cruz, que bien pudo haber sido una torre cárcel.

## Geografía
Ubicado al sureste de la capital, situado al final de la ladera sobre el valle del arroyo Valcorba. Dista de la capital Valladolid 42 km, pero por proximidad e historia su capital comarcal es Cuéllar, formando parte de su comunidad de villa y tierra en el antiguo sexmo de Valcorba. Su situación es 4°19′ O y 41°29′ N, y una altitud de 883 m sobre el nivel del mar.
Forma parte de la zona de pinares (aunque no de la comarca Tierra de Pinares, sino del Campo de Peñafiel). Limita al oeste con la comarca de Tierra de Pinares del sur de la provincia, y por el sur, con el Mar de Pinares de la provincia de Segovia. Las variedades autóctonas de esta masa pinariega son el pino piñonero (Pinus pinea) y el resinero (Pinus pinaster) cuya explotación otrora de la resina, sirvió de fuente de riqueza para sus habitantes. La actividad económica es la agricultura. Pertenece a la Comunidad de Villa y Tierra de Cuéllar, encuadrada en el Sexmo de Valcorba.
Su clima es continental con inviernos fríos y veranos calurosos; tiene una temperatura media de 13 °C, y una precipitación media de 500 l/m² anuales. Como consecuencia de ello, los cultivos son de secano, principalmente cereal. El poco regadío que hay se reduce al cultivo de la remolacha, cuyo agua es sacado de los pozos perforados en el valle del Valcorba.

## Historia
Hacia mediados del siglo XIX, la localidad, por entonces cabeza de ayuntamiento propio, tenía censada una población de 205 habitantes. Aparece descrita en el decimoquinto volumen del Diccionario geográfico-estadístico-histórico de España y sus posesiones de Ultramar de Pascual Madoz de la siguiente manera:

TORRESCARCELA: l. con ayunt. en la prov., aud. terr. y c. g. de Valladolid (6 leg.), part. jud. de Peñafiel (3), dióc. de Segovia (11). sit. en llano á la márg. del arroyo Valcorba, goza de clima templado y saludable. Tiene 56 casas; la consistorial con cárcel ; escuela de instruccion primaria frecuentada por 13 alumnos, dolada con 700 rs.; una igl. parr. (San Justo y Pastor) servida por un cura y un sacristan. térm.: confina con los de Cogeces, Bahabon y Común de Villa y tierra de Cuellar; dentro de él se encuentran varias fuentes de buenas aguas. El terreno, fertilizado por el arroyo Valcorba, es pedregoso y desigual en su calidad; comprende 2 montes poblados, el uno de pino y el otro de roble. caminos: los locales, en mediano estado. correo: se recibe y despacha en la estafeta de Cuellar. prod.: trigo morcajo, centeno, cebada, vino, legumbres, leñas de combustible y yerbas de pasto, con las que se mantiene ganado lanar y las caballerías necesarias para la labranza; hay caza de perdices y liebres. ind.: la agrícola. pobl.: 52 vec., 205 alm. cap. prod.: 519,540 rs. imp., 51,954.
(Madoz, 1849, p. 103)

## Demografía
Cuenta con una población de 164 habitantes (INE 2024).
| Gráfica de evolución demográfica de Torrescárcela entre 1842 y 2021 |
| |
| Población de derecho según los censos de población del INE Población de hecho según los censos de población del INEEntre el censo de 1857 y el anterior, crece el término del municipio porque incorpora a 475000 (Aldealbar) |

## Fiestas

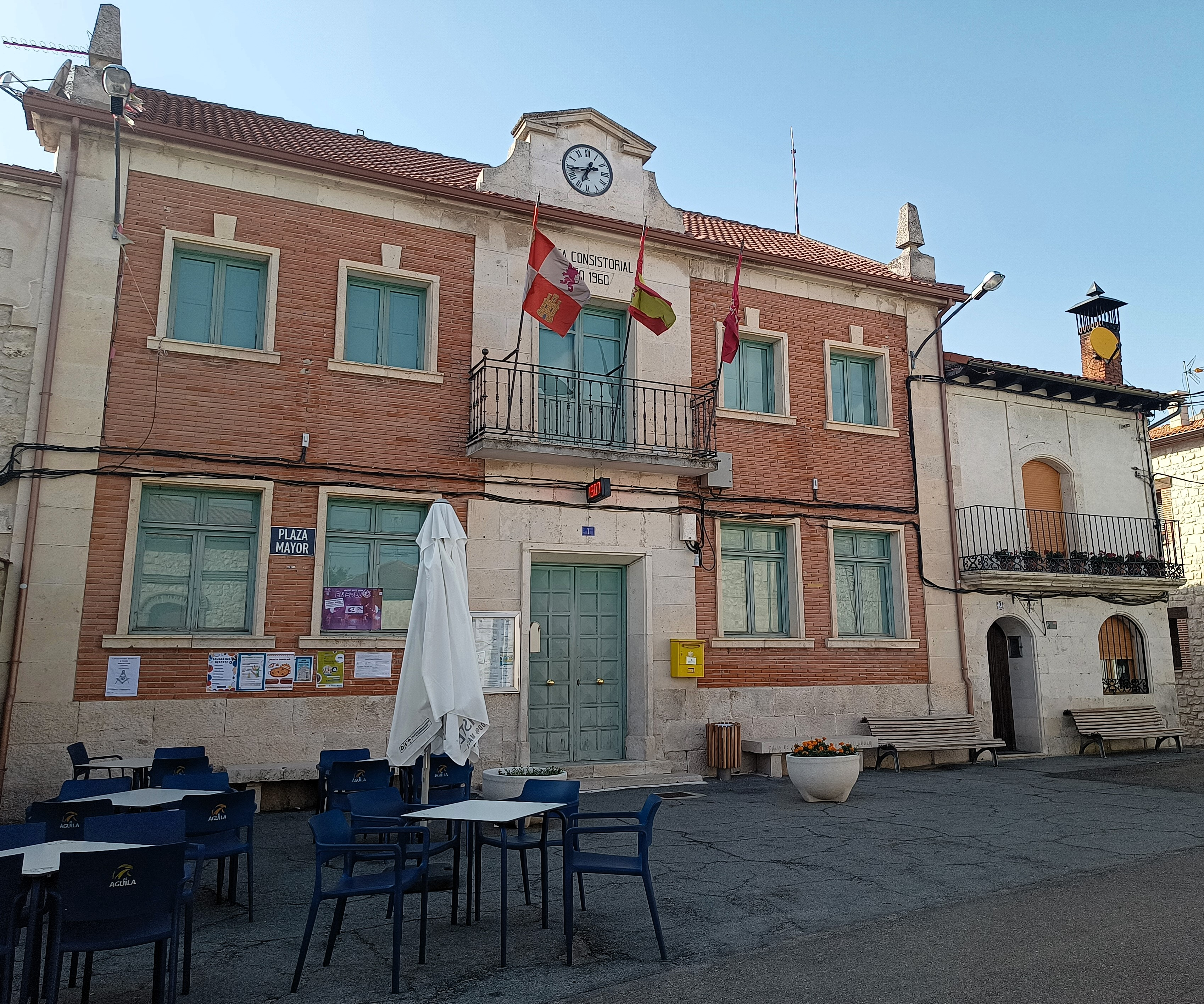
Casa consistorial

Sus fiestas se celebran el primer sábado de mayo, en honor a la Exaltación de la Santa Cruz (organizado por la Cofradía del Santo Cristo del Amparo), y el 6 y 7 de agosto en honor a los patronos, los Santos niños Justo y Pastor.